# Lee Jeong-jin
Lee Jeong-jin (kor. 이정진; * 23. Dezember 1993 in Daejeon) ist ein südkoreanischer Fußballspieler.

## Karriere
Lee Jeong-jin erlernte das Fußballspielen in der Schulmannschaft der Cheongdam High School sowie in den Universitätsmannschaften der Donggang University und Pai Chai University. Seinen ersten Vertrag unterschrieb er 2016 bei Busan IPark. Der Verein aus Busan spielte in der zweiten koreanischen Liga, der K League 2. Für Busan absolvierte er 14 Zweitligaspiele. Die Saison 2017 stand er beim Erstligaaufsteiger Gangwon FC aus Gangwon-do unter Vertrag. Hier kam er nicht zum Einsatz. 2018 wechselte er zum Cheonan City FC. Mit dem Verein aus Cheonan spielte er dreimal in der dritten Liga, der Korea National League. Von 2019 bis 2020 stand er beim Yeoju Citizen FC in Yeoju unter Vertrag. Yeoju spielte in der vierten Liga, der K4 League. Anfang 2021 zog es ihn nach Thailand. Hier unterschrieb er einen Vertrag beim MOF Customs United FC. Der Verein aus der thailändischen Hauptstadt Bangkok spielte in der zweiten Liga, der Thai League 2. Für die Customs stand er neunmal auf dem Spielfeld. Zur Saison 2021/22 wechselte er zum Bangkok FC. Der Hauptstadtverein spielte in der Thai League 3 (Bangkok Metropolitan Region). Dort absolvierte er bis zum Jahresende zwölf Drittligaspiele, doch sein Vertrag wurde nicht mehr verlängert. Im Februar 2022 gab der deutsche Hessenligist SV Neuhof die Verpflichtung des Innenverteidigers bekannt. Hier bestritt er fünf Ligaspiele. Nach kurzer Vereinslosigkeit unterschrieb er Ende September 2022 in Spanien einen Vertrag beim Regionalligisten CE Mataró. Bei dem Verein aus Mataró stand er bis Ende März 2023 unter Vertrag.